# موتزيغ
موتزيغ (بالفرنسية: Mutzig)‏ هي بلدية تقع في إقليم الراين الأسفل من منطقة ألزاس في شمال شرق فرنسا. تبلغ مساحة هذه المدينة 8.01 (كم²)، وترتفع عن سطح البحر 193 م، يبلغ عدد سكانها 5970 نسمة حسب إحصاء المعهد الوطني للإحصاء والدراسات الاقتصادية سنة 2009 م. وترأس Roger Niggel البلدية خلال فترة (2001 - 2008).

## أعلام
- باول جون ماركس
- جاك فافر
- مارك ويلر

## وصلات خارجية
- صفحة البلدية على موقع المعهد الوطني للإحصاء والدراسات الاقتصادية (بالفرنسية)